# Gangster No. 1
Gangster No. 1 és una pel·lícula britànica estrenada el 2000. Ha estat doblada al català.

## Argument
Un pistoler britànic experimentat (McDowell) escolta el nom de Freddie Mays (Thewlis) en una conversa i llavors torna a veure els seus inicis en flashback (interpretat per Bettany) gràcies a aquest pistoler i el seu rival Lenny Taylor (Jamie Foreman).

## Repartiment
- Malcolm McDowell: Pistoler amb 55 anys
- David Thewlis: Freddie Mays
- Paul Bettany: Pistoler jove
- Saffron Burrows: Karen
- Kenneth Cranham: Tommy
- Jamie Foreman: Lennie Taylor
- Eddie Marsan: Eddie Miller
- Andrew Lincoln: Maxie King
- Martin Wimbush: jutge

## Al voltant de la pel·lícula
- El personatge de Freddy Mays està basat en el real truà Frankie Fraser.
- Jamie Foreman és el fill del pistoler Freddie Foreman.
- El cervell de l'Atac al tren postal Glasgow-Londres, Bruce Reynolds, intervé en aquest film com a consultant.
- Premis 
  - 2000: Premis del Cinema Europeu: Nominada al Premi Discovery
  - 2000: British Independent Film Awards (BIFA): Nominada al millor guió i actor (Bettany)